# Erich Wegner (Politiker)
Erich Wegner (* 19. Juni 1914 in Parstein; † unbekannt) war ein deutscher Politiker und Funktionär der DDR-Blockpartei Demokratische Bauernpartei Deutschlands (DBD).

## Leben
Erich Wegner war der Sohn einer Landarbeiterfamilie, wurde Feldbaumeister von Beruf und war vor 1945 der NSDAP beigetreten. Nach dem Krieg lebte er seit 1950 in Lüdersdorf und wurde Brigadier in der neugegründeten LPG "Fortschritt". 1952 trat er der DBD und VdgB bei.
Von 1958 bis 1963 war er Mitglied der DBD-Fraktion der Volkskammer der DDR.